# Grand Prix automobile d'Europe 2005
GP précédent GP suivant
Le Grand Prix automobile d'Europe 2005 (2005 Formula 1 Grand Prix of Europe), disputé sur le Nürburgring en Allemagne le 29 mai 2005, est la 738e épreuve du championnat du monde de Formule 1 courue depuis 1950 et la septième manche du championnat 2005.

## Qualifications
| Pos | N° | Pilote               | Écurie            | Temps          | Écart     |
| --- | -- | -------------------- | ----------------- | -------------- | --------- |
| 1   | 8  | Nick Heidfeld        | Williams-BMW      | 1 min 30 s 081 |           |
| 2   | 9  | Kimi Räikkönen       | McLaren-Mercedes  | 1 min 30 s 197 | + 0 s 116 |
| 3   | 7  | Mark Webber          | Williams-BMW      | 1 min 30 s 368 | + 0 s 287 |
| 4   | 16 | Jarno Trulli         | Toyota            | 1 min 30 s 700 | + 0 s 619 |
| 5   | 10 | Juan Pablo Montoya   | McLaren-Mercedes  | 1 min 30 s 890 | + 0 s 809 |
| 6   | 5  | Fernando Alonso      | Renault           | 1 min 31 s 056 | + 0 s 975 |
| 7   | 2  | Rubens Barrichello   | Ferrari           | 1 min 31 s 249 | + 1 s 168 |
| 8   | 17 | Ralf Schumacher      | Toyota            | 1 min 31 s 392 | + 1 s 311 |
| 9   | 6  | Giancarlo Fisichella | Renault           | 1 min 31 s 566 | + 1 s 485 |
| 10  | 1  | Michael Schumacher   | Ferrari           | 1 min 31 s 585 | + 1 s 504 |
| 11  | 12 | Felipe Massa         | Sauber-Petronas   | 1 min 32 s 205 | + 2 s 124 |
| 12  | 14 | David Coulthard      | Red Bull-Cosworth | 1 min 32 s 553 | + 2 s 472 |
| 13  | 3  | Jenson Button        | BAR-Honda         | 1 min 32 s 594 | + 2 s 513 |
| 14  | 15 | Vitantonio Liuzzi    | Red Bull-Cosworth | 1 min 32 s 642 | + 2 s 561 |
| 15  | 11 | Jacques Villeneuve   | Sauber-Petronas   | 1 min 32 s 891 | + 2 s 810 |
| 16  | 4  | Takuma Satō          | BAR-Honda         | 1 min 32 s 926 | + 2 s 845 |
| 17  | 18 | Tiago Monteiro       | Jordan-Toyota     | 1 min 35 s 047 | + 4 s 966 |
| 18  | 20 | Patrick Friesacher   | Minardi-Cosworth  | 1 min 35 s 954 | + 5 s 873 |
| 19  | 19 | Narain Karthikeyan   | Jordan-Toyota     | 1 min 36 s 192 | + 6 s 111 |
| 20  | 21 | Christijan Albers    | Minardi-Cosworth  | 1 min 36 s 239 | + 6 s 158 |

## Classement
| Pos  | N° | Pilote               | Écurie            | Tours | Temps/Abandon                      | Grille | Points |
| ---- | -- | -------------------- | ----------------- | ----- | ---------------------------------- | ------ | ------ |
| 1    | 5  | Fernando Alonso      | Renault           | 59    | 1 h 31 min 46 s 648 (198,555 km/h) | 6      | 10     |
| 2    | 8  | Nick Heidfeld        | Williams-BMW      | 59    | + 16 s 567                         | 1      | 8      |
| 3    | 2  | Rubens Barrichello   | Ferrari           | 59    | + 18 s 549                         | 7      | 6      |
| 4    | 14 | David Coulthard      | Red Bull-Cosworth | 59    | + 31 s 588                         | 12     | 5      |
| 5    | 1  | Michael Schumacher   | Ferrari           | 59    | + 50 s 445                         | 10     | 4      |
| 6    | 6  | Giancarlo Fisichella | Renault           | 59    | + 51 s 932                         | 9      | 3      |
| 7    | 10 | Juan Pablo Montoya   | McLaren-Mercedes  | 59    | + 58 s 173                         | 5      | 2      |
| 8    | 16 | Jarno Trulli         | Toyota            | 59    | + 1 min 11 s 091                   | 4      | 1      |
| 9    | 15 | Vitantonio Liuzzi    | Red Bull-Cosworth | 59    | + 1 min 11 s 529                   | 14     |        |
| 10   | 3  | Jenson Button        | BAR-Honda         | 59    | + 1 min 35 s 786                   | 13     |        |
| 11   | 9  | Kimi Räikkönen       | McLaren-Mercedes  | 58    | Suspension                         | 2      |        |
| 12   | 4  | Takuma Satō          | BAR-Honda         | 58    | + 1 tour                           | 16     |        |
| 13   | 11 | Jacques Villeneuve   | Sauber-Petronas   | 58    | + 1 tour                           | 15     |        |
| 14   | 12 | Felipe Massa         | Sauber-Petronas   | 58    | + 1 tour                           | 11     |        |
| 15   | 18 | Tiago Monteiro       | Jordan-Toyota     | 58    | + 1 tour                           | 17     |        |
| 16   | 19 | Narain Karthikeyan   | Jordan-Toyota     | 58    | + 1 tour                           | 19     |        |
| 17   | 21 | Christijan Albers    | Minardi-Cosworth  | 57    | + 2 tours                          | 20     |        |
| 18   | 20 | Patrick Friesacher   | Minardi-Cosworth  | 56    | + 3 tours                          | 18     |        |
| Abd. | 17 | Ralf Schumacher      | Toyota            | 33    | Sortie de piste                    | 8      |        |
| Abd. | 7  | Mark Webber          | Williams-BMW      | 0     | Accident                           | 3      |        |

## Statistiques
- Meilleur tour en course : Fernando Alonso en 1 min 30 s 711 au 44e tour.

Ce Grand Prix d'Europe 2005 représente :
- La 1re et unique pole position pour Nick Heidfeld.
- La 125e pole position pour Williams.
- La 5e victoire pour Fernando Alonso.
- La 22e victoire pour Renault en tant que constructeur.
- La 102e victoire pour Renault en tant que motoriste.